# Ceratozamia hildae
Ceratozamia hildae är en kärlväxtart som beskrevs av G.P. Landry och M.C. Wilson. Ceratozamia hildae ingår i släktet Ceratozamia och familjen Zamiaceae. IUCN kategoriserar arten globalt som starkt hotad. Inga underarter finns listade i Catalogue of Life.

## Bildgalleri

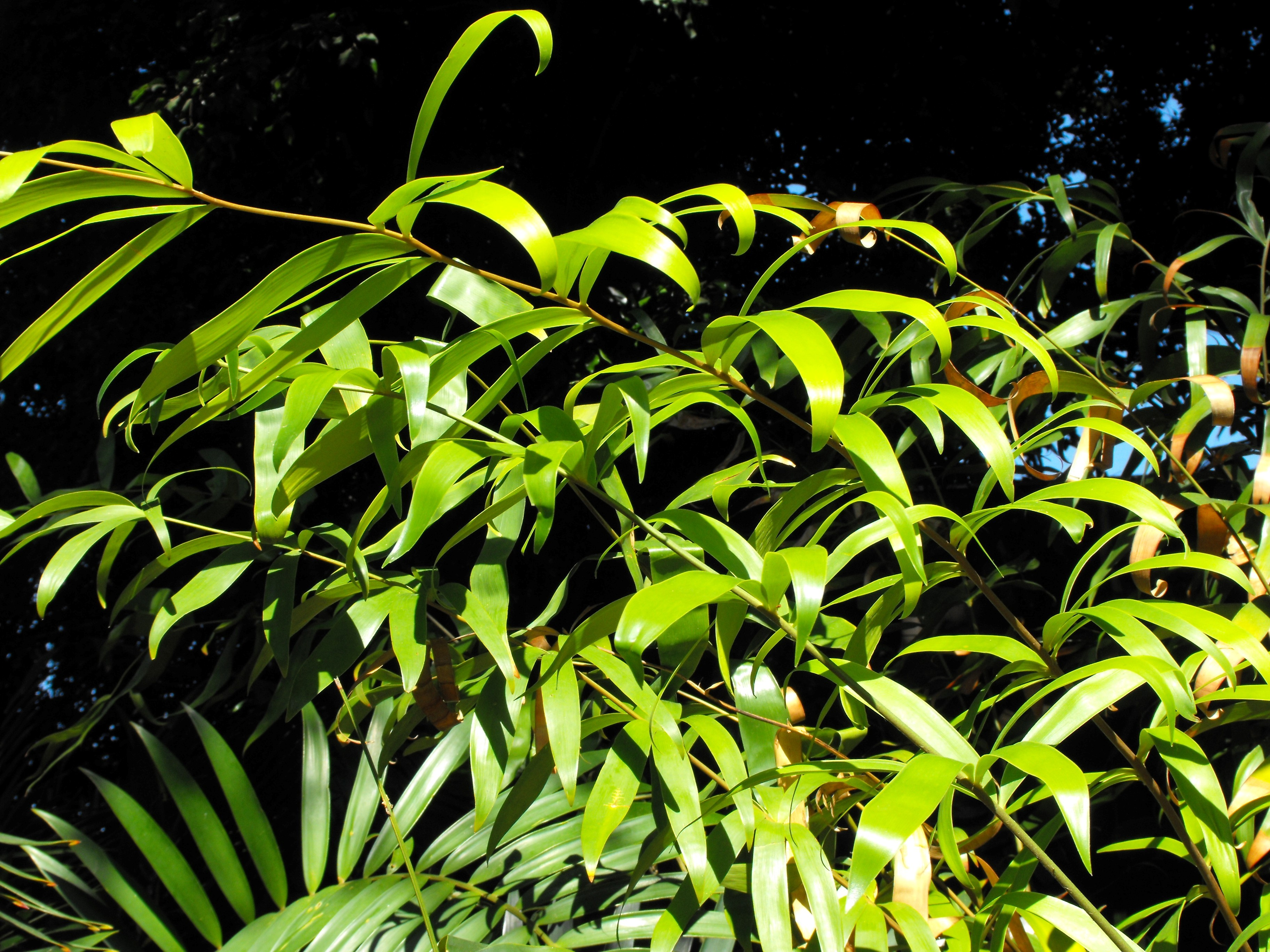